# Petite Fille
Petite Fille (укр. Сильніший) — пісня Жана-Жака Гольдмана, записана в 1983 році. Увійшла до третього студійного альбому «Positif».

## Про пісню
Гітарна композиція «Petite Fille» має характерні поп-рокові елементи тогочасся. Темпову вокальну партію Жан-Жак супроводжує експресивним награванням електро-гітари та вокально-хоровим заспівом приспіву в пісні. Пісню переспівували: і сам автор, й інші французькі виконавці.

## Фрагмент пісні
Фрагмент пісні (перший куплет і приспів):
Petite fille de novembre

Si blanche dans la nuit de cendre

Trouble adolescente en sursis

Comme un phare en mon amnésie

D'autres désirs et d'autres lois

Une confiance en je ne sais quoi

Philosophie, "prêt-à-porter"

Vite consommée, puis jetée

Petite fille, à quoi tu rêves

Devant ton siècle qui se lève

Même s'il te reste un peu d'amour

ça risque de pas peser lourd

Petite fille, à quoi tu penses

Entre un flash et deux pas de danse

Tous les flambeaux manquent de feu

Leurs flammes réchauffent si peu

...